# Ядерна бомба B77
B77 — ядерна бомба, розробленою в 1974 році, щоб відповідати можливостям доставки бомбардувальника B-1A. Включала можливість скидання з надзвукової швидкості на висоті 18,000 метрів, або при доставці з посадки на високих дозвукових швидкостях на висотах до 30 км. Програму, призначену для заміни Mk 28 і Mk 43 у стратегічній ролі, було скасовано в грудні 1977 року через зростання витрат і скасування розробки бомбардувальника, для якого вона була розроблена. Багато компонентів B77, включаючи її вже перевірений фізичний пакет (ядро бомби), були включені в B83, яка була розроблена на заміну її.
Технічні характеристики B77 вимагали повної опції розпилювача і можливості трансзвукової доставки на низькій висоті, а також вільного падіння з надзвукових швидкостей і висоти 18,000 метрів. Щоб досягти можливості доставки на низькій висоті, B77 використовував газогенератор для контролю крену та підйомний парашут як початкову частину двоступеневої парашутної системи. Ця комбінація фактично піднімала бомбу з висоти падіння від 30-90 метрів для головного парашута. Система контролю крену/парашуту була випробувана на швидкості 2,2 Маха. З висоти доставки 30 м зі швидкістю 2,2 Маха B77 могла сповільнись до 64 км/год, дозволяючи літаку доставки бути в 3,7 км поза нульовою точкою. Фактичний час детонації можна було змінювати після того, як відбулося укладання.